# Sebastiano Riso
Sebastiano Riso (né le 3 juillet 1983 à Catane) est un scénariste et réalisateur italien.

## Biographie
Sebastiano Riso est né à Catane en 1983. En 2007, il fait ses débuts comme assistant réalisateur (I Vicerè) sous la direction de Roberto Faenza, puis en 2008 dans les séries télévisées Il bambino della domenica et certains épisodes du Commissaire Montalbano (La pista di sabbia et  Le ali della sfinge. Entre-temps, il se diplôme à l’Académie des Beaux-Arts de Rome et réalise des courts-métrages.  En 2014, il réalise son premier film long-métrage Mezzanotte.

### Nominations
- Cannes 2014 : Caméra d'Or dans : Mezzanotte
- Semaine Internationale de la Critique (édition no 53)
- Grand Prix de la Semaine de la Critique dans : Mezzanotte
- Prix SACD dans : Mezzanotte
- Prix de la Révélation France 4 dans : Mezzanotte

## Filmographie

### Télévision
- Il bambino della domenica (2008)
- La pista di sabbia
- Le ali della sfinge

### Cinéma

#### Court-métrage
- Diaconda, Free Fly, Uccal’Amma, Il Giorno Di San Giovanni et Il Coraggio.

#### Longs-métrages
- 2014 : Mezzanotte[1]
- 2017 : Una famiglia